# Ali Jawad al-Sheikh

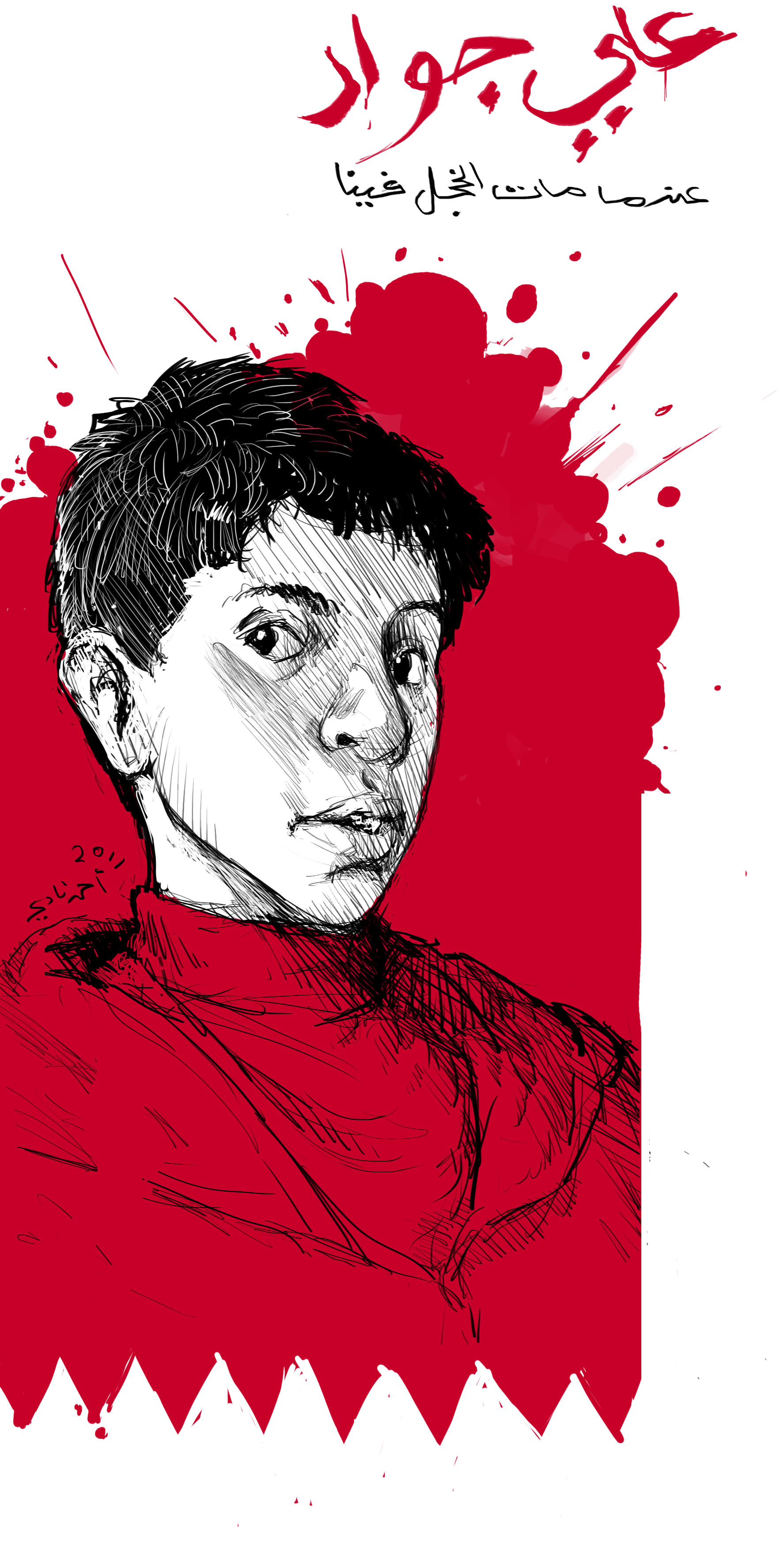
Dibujo político de Ali Jawad al-Sheikh por Ahmad Nady.

Ali Jawad al-Sheikh (árabe: علي جواد الشيخ) joven de 14 años de Baréin fallecido el 31 de agosto de 2011 durante las protestas en Baréin de 2011 que forman parte de las protestas en el mundo árabe. Murió cuando fue golpeado por una bomba de gas lacrimógeno lanzada en su cabeza por las fuerzas de seguridad del Gobierno Monárquico del emirato árabe. El Gobierno de Baréin negó su participación, ni la de las fuerzas de seguridad en su muerte, y ofreció una recompensa para obtener información sobre el incidente. Los activistas, sin embargo, comenzaron una serie de grandes manifestaciones de protesta después de su funeral.

## Antecedentes
Como parte de una serie de protestas que se produjeron en todo el mundo árabe después de la auto-inmolación y muerte de Mohamed Bouazizi en Túnez, la mayoría chiita de la población de Baréin salieron a las calles para exigir mayores libertades. La medida fue considerada como potencialmente desestabilizadora contra los sunitas, encabezada por el régimen de Baréin, después de que la represión brutal del gobierno condujo a represiones generalizadas de la población chiita en muchos sectores, especialmente en los hospitales y centros médicos del país después de la invasión de Baréin por el Consejo de Cooperación del Golfo soldados liderados por Arabia Saudita. El Gobierno de Baréin también contrató en Pakistán a mercenarios para mantener la seguridad contra los manifestantes, sin embargo, las protestas intermitentes continuaron en el país.

## Muerte
Un número de manifestantes, entre ellos Isa Hassan, tío de Ali, tomó parte en una manifestación en el pueblo de Sitra, Baréin, el 31 de agosto, justo después de la oración de la mañana del Viernes. Señalaron que estaban "frente a la policía, que disparó gases lacrimógenos contra ellos desde unos 20 metros de distancia", y causando la muerte de Ali Jawad al-Sheikh. En una entrevista con la Associated Press , Isa explicó que "se supone que para lanzar los botes de gas, no para disparar contra la gente. La policía lo utilizó como un arma".
Después de su muerte, el cuerpo de Ali se retiró del hospital y se trasladó a la morgue, donde el Ministerio del Interior llevó a cabo una autopsia y elaboró un informe forense sobre la base de los resultados. Los Investigadores de la Comisión Baréin Independiente de investigación estuvieron presentes durante la autopsia, y compilaron su propio informe forense. Por la tarde, Osama al-Asfoor, el jefe del Ministerio Público , declaró que la autopsia había demostrado que "Ali había muerto de heridas en la parte de atrás de su cuello "y que" el niño tenía heridas en la barbilla y contusiones en su cara, manos, rodillas y pelvis. "Sin embargo, también añadió que "un examen de sangre no mostró efectos de la exposición al gas lacrimógeno".
El informe forense del Ministerio del Interior concluyó que las lesiones de Ali eran incompatibles con un impacto de una granada de gas lacrimógeno, porque las marcas en su cuello eran demasiado de grandes.
El Informe forense de la Comisión concluyó que las lesiones de Ali eran compatibles con un impacto de una granada de gas lacrimógeno disparado sin detonar a corta distancia.

## Consecuencias
Las fotografías de Ali directamente después de ser herido fueron publicadas por la Sociedad de Jóvenes de Baréin por los Derechos Humanos . Mohammed al-Maskati, el líder de la Sociedad, dijo que: "La imagen está afectando a la gente". Una cinta de vídeo había sido también de la familia de Ali en torno a su cuerpo en el hospital. Nabeel Rajab , presidente del Centro de Baréin para los Derechos Humanos , explicó que el video era "un regalo al pueblo".
El padre de Ali, Jawad al-Sheikh, le preguntó en una entrevista con la CNN de "grupos de derechos humanos que tomará medidas contra los líderes de Bahrein, diciendo: 'He perdido a mi hijo..., no se merece este destino".
El gobierno reconoció la muerte de Ali, pero dijo en un informe de la agencia de noticias estatal que "no hubo acción de la policía, en contra de infractores de la ley en Sitra"; había ocurrido la mañana de ese día y  las fuerzas de seguridad habían sido las últimos implicados en "la dispersión de un pequeño grupo de alrededor de 10 personas a las 1:15 am de "ese día". El Ministerio del Interior también estableció una "recompensa de más de 26.000 dólares por información sobre los responsables de su muerte".
Los activistas que participaron en el levantamiento dijeron que la policía había rodeado el hospital en el que Ali había muerto, lo que impidió cualquier reunión de personas en la zona. Los activistas también manifestaron su intención de hacer una protesta el 1 de septiembre de 2011, después de asistir al funeral de Ali a principios de ese mismo día.
Los grandes enfrentamientos con la policía, sin embargo, comenzaron el 31 de agosto y continuaron en la mañana del 1 de septiembre.

## Funeral y protestas
El cortejo fúnebre se celebró a principios de 1 de septiembre, con fotografías de Ali tanto antes de su muerte y de su cuerpo sin vida cubriendo el ataúd. Ya se había retrasado por algunas horas, porque el padre de Ali no estaba dispuesto a firmar el certificado de defunción para la liberación del cuerpo de su hijo, ya que la causa de la muerte  se indicó como "desconocida". No está claro si el certificado fue firmado alguna vez.
Los activistas declararon que miles de personas asistieron a su funeral. Posteriormente, los dolientes comenzaron a marchar en las calles de Sitra con retratos de Ali y cantando "Abajo, abajo, Hamad! "'. No hubo personal de seguridad que estuviera presente en la protesta y los manifestantes se  dispersaron por la tarde. Sin embargo, las protestas se celebraron extensamente en la capital nacional de Manama por la noche mientras los manifestantes trataron de tomar el control de las perlas de la rotonda, que fue el lugar de las protestas a principios de año hasta que una ofensiva del gobierno destruyó el monumento. Las fuerzas gubernamentales utilizaron gases lacrimógenos y bloquearon las carreteras con autobuses para detener las protestas.

## Reacciones locales
El jeque Isa Qassim , un alto clérigo chií, ha acusado a las fuerzas de seguridad por la muerte de Ali Jawad, diciendo: "el asesinato de un joven de 14 años de edad, por las fuerzas de seguridad durante una manifestación contra el gobierno el miércoles muestra que la táctica de los gobernantes suníes es no escuchar las demandas de los derechos de las personas mayores".